# Gabriel Nicolas Nivelle
Pour les articles homonymes, voir Nivelle.
Gabriel Nicolas Nivelle est un prêtre janséniste né le 18 février 1687 à Paris et mort le 6 janvier 1761.

## Biographie
D'une famille de Troyes, fils de l'avocat Louis Nivelle (1618-1738), bâtonnier de Paris, et de Marguerite Grillart, Gabriel Nicolas Nivelles est élève de Laurent-François Boursier et confident de Jean Soanen, et évolue dans le milieu du séminaire Saint-Magloire à Paris, lieu de formation janséniste et figuriste.
Il prend une part importante au mouvement de l'Appel contre la bulle Unigenitus.
Il soutient, puis se désolidarise des Convulsionnaires après son embastillement de septembre 1731 à janvier 1732 pour activités subversives.

## Œuvres (liste non exhaustive)
- Relation de ce qui s'est passé dans la Faculté de Théologie de Paris au sujet de la Bulle, 7 vol.
- Le Cri de la Foi, 3 vol.
- Recueil général des actes d'appel, 4 vol.